# نوب‌ونت
نوب‌وِنِت یا نوب‌وِنِتی (انگلیسی: Nubwenet؛ ‏مصری باستان: Nbw-wn.tj) یک ملکه همسر در مصر باستان بود که در دوران حکمرانی دودمان ششم مصر زندگی می‌کرد.

## مقبره
نوب‌وِنِت در هرمی به خاک سپرده شده که به مجموعه هرمی پپی یکم در سقاره وابسته است. مجموعه هرمی نوب‌ونت در دورترین بخش شرقیِ مجموعه پیپی اول قرار دارد. نوب‌ونت دارای هرمی کوچک بود که طول هر ضلع آن حدود ۲۱ متر و ارتفاع آن نیز تقریباً ۲۱ متر بوده است، به‌همراه مجموعه‌ای تدفینی کوچک که امروزه بیشتر آن تخریب شده است. هرم از سنگ آهک ساخته شده بود، در حالی که معبد تدفینی با خشت خام بنا شده بود.